# Fallujah (Band)
Fallujah ist eine US-amerikanische Technical-Death-Metal-Band aus San Francisco, Kalifornien, die im Jahr 2007 gegründet wurde.

## Geschichte
Die Band wurde Anfang 2007 von den Highschool-Freunden Alex Hofmann (E-Gitarre), Scott Carstairs (E-Gitarre), Tommy Logan (Schlagzeug), Dan Wissinger (Bass) und Suliman Arghandiwal (Gesang) gegründet. Ihren ersten Auftritt hielt die Gruppe am 15. Juni 2007 ab. Das erste Demo, das vier Lieder umfasste, erschien gegen Ende des Monats. Später im Jahr trennte sich die Band von Wissinger und Logan. Als Ersatz kamen der Bassist Brandon „Brando“ Hoberg und als Schlagzeuger Andrew Baird zur Besetzung. Es folgten weitere Auftritte in der San Francisco Bay Area, ehe auch Konzerte außerhalb dieser Gegend erfolgten. Im Winter 2007 nahm die Gruppe in den TWS Studios in Vacaville ihr zweites Demo auf, das im Januar 2008 erschien. Innerhalb eines Jahres schrieb die Band an neuen Liedern, im Januar 2009 folgte die erste EP unter dem Namen Leper Colony. Vor den Aufnahmen hatte sich die Band von Sänger Arghandiwal getrennt, woraufhin Hofmann den Gesang übernahm und als neuer Gitarrist Rob Maramonte zu Fallujah kam. Die EP wurde unter der Leitung von Sam Pura in den Panda Studios in San Francisco aufgenommen. Nach der Veröffentlichung hielt die Band Auftritte in Chico, Fresno und Bakersfield. Im Sommer erfolgte eine zweiwöchige Tour zusammen mit Antagony von Oakland durch Kalifornien, Oregon, Washington, Idaho, Utah, Colorado, New Mexico und Arizona. Danach trennte sich die Band vom Bassisten Hoberg und dem Gitarrist Maramonte. Als Ersatz kamen der Gitarrist Anthony Borges, welcher bereits bei The Scourge of Medusa, Valkyrja und Suffokate tätig war, und Rob Morey, bei The Scourge of Medusa und Rise Of Caligula tätig, zur Band. Daraufhin ging die Gruppe auf eine einmonatige Tour zusammen mit Fallen Figure, wobei die Tournee im Dezember 2009 und Januar 2010 stattfand. Im Frühling 2010 trennte sich die Gruppe wieder von Borges, woraufhin Rob Maramonte zur Band zurückkam. Darauf ging die Band auf eine Tournee durch die Westküste der Vereinigten Staaten. Danach begann die Band mit den Arbeiten zu ihrem Debütalbum The Harvest Wombs. Das Album erschien im Jahr 2011 bei Unique Leader Records.

## Stil
Laut Bandbiografie auf uniqueleader.com wurde die Gruppe anfangs durch Bands wie The Acacia Strain, Converge und Despised Icon beeinflusst. Im Verlauf der Karriere habe sich die Band mit Themen wie Satanismus, religiösem Fundamentalismus, philosophischen Ideen, Natur und sozialen Trugschlüssen befasst. Laut Islander von nocleansinging.com spiele die Band auf The Harvest Wombs eine Mischung aus Black Metal und progressivem Melodic Death Metal. Die aggressive, schnelle Musik erinnere an das Fleshgod-Apocalypse-Album Agony. Breakdowns wie am Ende des Liedes Prison of the Mind seien nur selten. Laut Alexander Eitner von metalnews.de spiele die Band auf dem Album technischen Death Metal vergleichbar mit der Musik von Decrepit Birth, wobei der Gesang bei Fallujah jedoch vielseitiger sei. Zudem seien Parallelen zu The Faceless, Cynic und Obscura festzustellen. In den Liedern seien melodische Soli und geringe Jazz-Einflüsse, sowie Ambient-Klänge und Gitarrenklänge wie von Post-Black-Metal-Bands wie Wolves in the Throne Room und Altar of Plagues hörbar.

## Diskografie
Alben
- 2011: The Harvest Wombs (Unique Leader Records)
- 2014: The Flesh Prevails (Unique Leader Records)
- 2016: Dreamless (Nuclear Blast)
- 2019: Undying light (Nuclear Blast)
- 2022: Empyrean (Nuclear Blast)
- 2025: Xenotaph (Nuclear Blast)

EPs
- 2009: Leper Colony (Grindhouse Records)
- 2013: Nomadic (Unique Leader Records)

Demos
- 2007: Demo 2007 (Selbstverlag)
- 2008: Demo 2008 (Selbstverlag)
- 2009: Demo 2009 (Selbstverlag)
- 2010: Demo 2010 (Selbstverlag)